# Кетгут

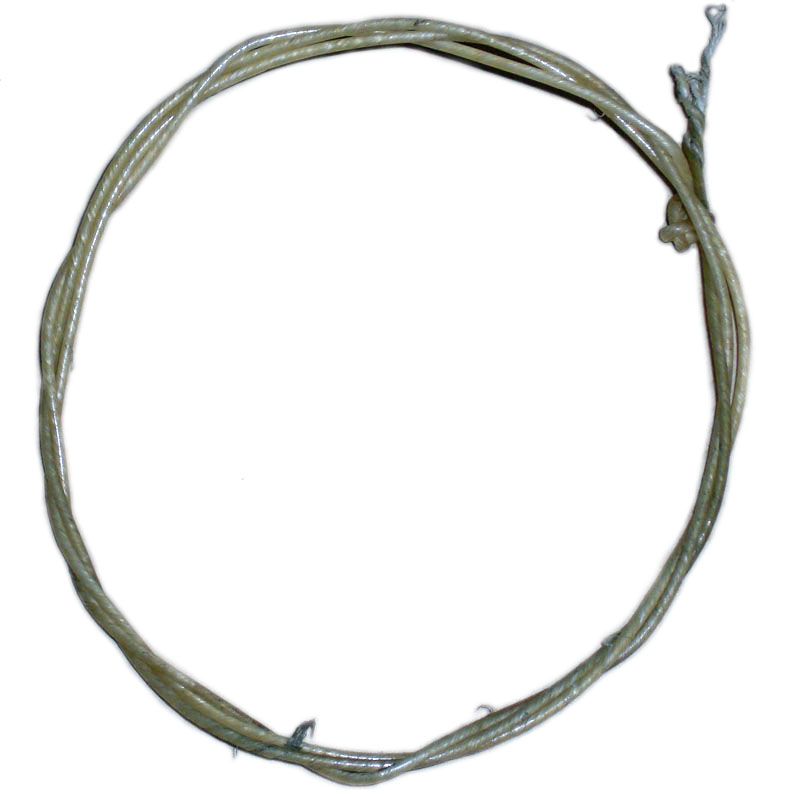
Кетгут

Кетгу́т (от англ. catgut, сокращение от cattle gut — «кишка крупного рогатого скота») — рассасывающийся хирургический шовный материал, который изготовляют из очищенной соединительной ткани, полученной либо из серозного слоя кишечника крупного рогатого скота, либо из подслизистой оболочки кишечника овец. Также используют в качестве струн для струнных музыкальных инструментов.

## Изготовление
Кетгут изготавливают из мышечного слоя и подслизистой основы тонких кишок овец. Процесс производства сложен и включает более 10 операций. Поступающее сырьё (сухое или мокросолёное) подвергают обработке раствором поташа, неоднократной механической обработке скребками, разрезают на ленты, отбеливают в растворе пергидроля и едкого натра и скручивают в нити. Нити после окуривания сернистым газом ополаскивают в слабом растворе уксусной кислоты, сушат, полируют, калибруют по толщине, обезжиривают бензином или эфиром, стерилизуют химическими реагентами, чаще йодом, и, скрутив в бухточки, упаковывают.

## Виды кетгута
Кетгут простой (plain surgical catgut) — обыкновенный кетгут, хирургический шовный материал, который не был подвергнут дополнительной обработке с целью увеличения периода рассасывания.
- Внешний вид — эластичная нить с гладкой поверхностью, цветов от кремового до светло-коричневого
- Область применения — желудочно-кишечный тракт, слизистые оболочки, урология, гинекология, фасции, мышцы, подкожная клетчатка, брюшина, паренхиматозные органы, бронхи и лёгкие, травматологическая хирургия, закрытие ран
- Время рассасывания (потеря прочности на разрыв до 50 %) — 7—12 дней. Удаляется из организма энзиматическим действием в течение 70 дней
- Стерилизацию выполняют радиационным методом

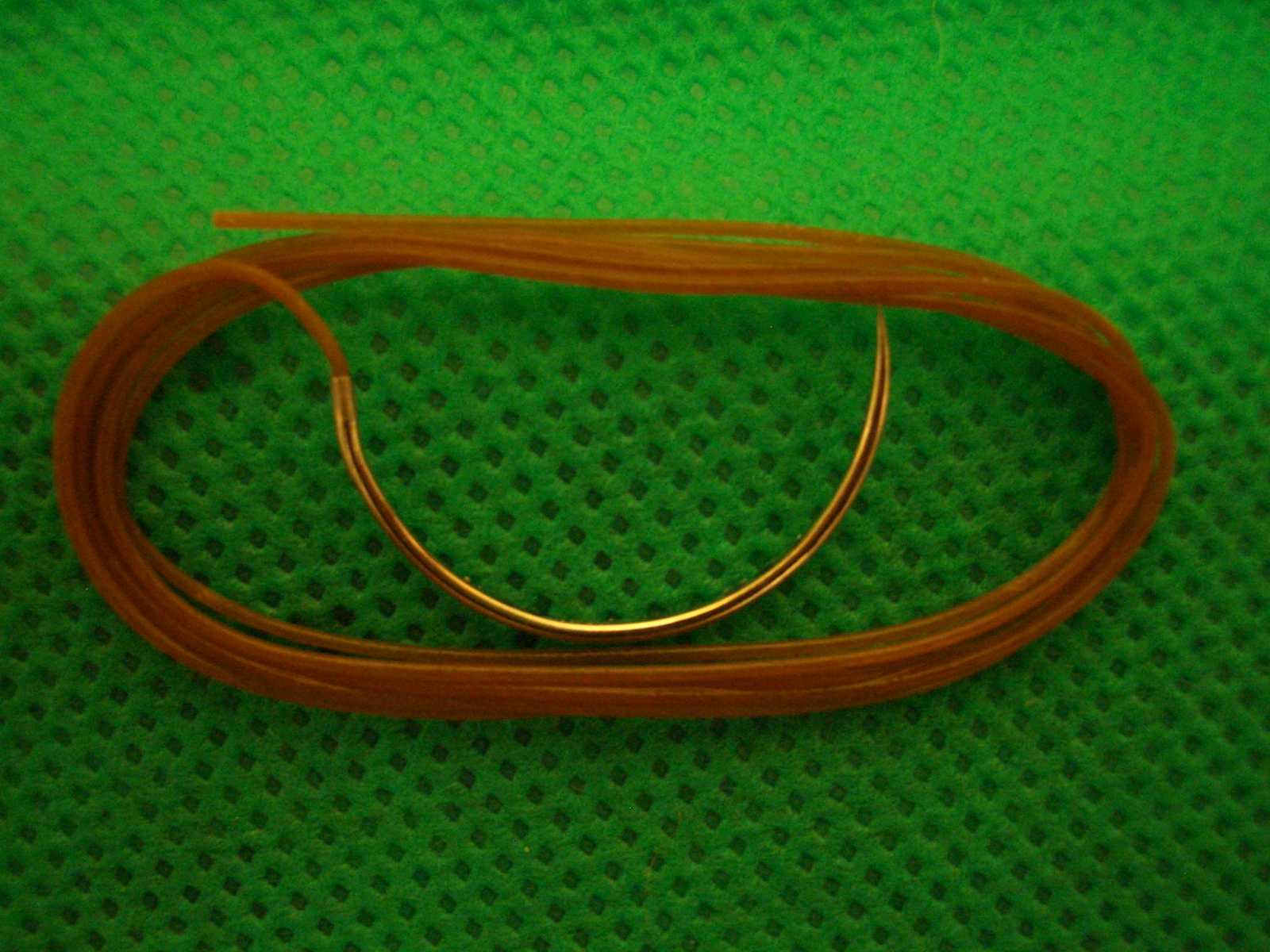
Хромированный кетгут, впрессованный в одноразовую хирургическую шовную иглу

Кетгут хромированный (сhromic surgical catgut) — хромированный кетгут, хирургический шовный материал, обработанный солями хрома в целях образования дополнительных поперечных молекулярных связей для увеличения времени рассасывания.
- Внешний вид — эластичная нить с гладкой поверхностью, цветов от светло-зелёного до зелёного
- Область применения — желудочно-кишечный тракт, слизистые оболочки, урология, гинекология, фасции, мышцы, подкожная клетчатка, брюшина, паренхиматозные органы, бронхи и лёгкие, травматологическая хирургия, закрытие ран
- Время рассасывания (потеря прочности на разрыв до 50 %) — 18—28 дней. Удаляется из организма энзиматическим действием за 90 дней
- Стерилизацию выполняют радиационным методом

По толщине кетгут характеризуют по 9 номерам (от 000 до 6): тонкий от № 000 до № 2 (используют в основном для лигирования мелких кровоточащих сосудов), средний № 3—4 (для погружных швов мягких тканей и органов) и толстый № 5—6 (для сближения рёбер, связывания фрагментов костей, сшивания крупных мышц, фасций).
По длине кетгут выпускают в виде отрезков нити длиной 0.75, 1.0, 1.25, 1.5 метра.

## Особенности
Кетгутовая нить является одной из наиболее реактогенных. Экспериментальными исследованиями доказано, что при ушивании чистой раны кетгутом достаточно ввести в неё 100 микробных тел стафилококка, чтобы вызвать нагноение. Сроки рассасывания кетгута — непредсказуемы. Известно, что при ушивании желудка кетгут рассасывается в течение первых 2—3 дней. Кетгут теряет 50 % своей прочности в течение 2—10 дней после операции. К тому же, при прочих равных условиях, прочность кетгута ниже, чем у большинства синтетических нитей, что требует применения нити большего диаметра. Наконец, кетгут обладает большой абсорбционной способностью. Кетгутовая нить отличается высокой аллергенностью. Применение кетгутовых нитей можно считать операцией трансплантации чужеродной ткани, так как она состоит из чужеродного белка.